# Yuriy Grigorovskiy
Yury Nikolaevich Grigorovsky (en russe : Юрий Николаевич Григоровский, né le 28 mars 1939 à Moscou) est un joueur de water-polo soviétique (russe), double médaillé olympique.